# Chakan: The Forever Man
Chakan: The Forever Man es un videojuego de Mega Drive publicado por Sega of America el 8 de junio de 1992. Presentaba una premisa oscura fuera de lo común en la época cuando fue publicado, siendo que el mercado de videoconsolas hogareñas se veía repleto con una abundante cantidad de videojuegos de plataformas aptos para toda la familia sobre multimedias licenciadas (con frecuencia de diversas franquicias comerciales con temáticas de programas de dibujos animados para niños o similares).
Está basado en un comic book homónimo creación de Robert A. Kraus y fue producido por Ed Annunziata, quien conoció al creador de Chakan en una convención de cómics y quedó muy impresionado. Aunque el videojuego se vendió relativamente poco, Ed Annunziata no se arrepintió de aquella apuesta.

## Jugabilidad
El jugador, como Chakan, comienza en nivel de eje central, desde el cual puede seleccionar uno de los cuatro niveles elementales basados en Tierra, Aire, Fuego y Agua. El jugador avanza a través de ese nivel hasta completarlo, tras lo cual Chakan es regresado al nivel central para elegir un nuevo nivel, ya sea el mismo o un nivel diferente. Los niveles dentro de un mismo elemento deben ser completados en orden, pero esa es la única restricción en cuanto al orden en el que el jugador puede seleccionar los niveles. En la parte inferior de la pantalla, un reloj de arena indica cuanto tiempo dispone el jugador para completar el nivel. Si el tiempo se termina, el jugador es regresado al nivel central. Si es derrotado, Chakan también es regresado al nivel central. Chakan comienza con sus espadas gemelas características, pero adquiere armas nuevas en cada uno de los primeros niveles elementales. Chakan también puede recoger pociones en cada uno de los cuatro elementos, que se pueden combinar y utilizar para concederse a sí mismo poderes temporales, tales como la mejorar sus espadas con poderes elementales o el aumento de su capacidad de salto.
Al completar los tres niveles de cada plano elemental y derrotar a su respectivo jefe de nivel, se supera el "plano terrestre" y se embarca en la misión para derrotar a los cuatro "planos elementales de maldad", cada uno consistiendo en otros tres niveles y un jefe de nivel de Fuego, Tierra, Viento y Agua. Estos niveles son considerados mucho más difíciles que los cuatro planos iniciales, niveles que ya de por sí eran extremadamente desafiantes en su propio derecho. Los últimos niveles presentan una mayor frecuencia de trampas o enemigos que causan la muerte instantánea del personaje o reinicio del nivel.

## Argumento
El videojuego sigue la historia de Chakan, un guerrero quien estaba tan confiado de sus habilidades marciales (especialmente su habilidad con la espada sin igual) y habilidades talentosas en la hechicería y la alquimia, que declaró que ni siquiera la mismísima Muerte podría superarlo en una batalla. Por supuesto, la Muerte se hizo presente y desafió a Chakan con una proposición. Si Chakan podía vencerle, le concedería la vida eterna. Sin embargo, si Chakan era derrotado, se convertiría en el sirviente eterno de la Muerte. Aunque esa es la premisa que se anuncia en el videojuego, en otro historia paralela, Chakan era tan temido por los ancianos de varias tribus, que dejaron a un lado sus pequeñas diferencias y amasaron como encontrar una manera de derrotarlo o contenerlo, y al escuchar sobre su alarde, convocaron a la Parca ellos mismos, informando al Segador de sus fanfarronadas, y lo contrataron para derrotar a Chakan.
La batalla se desencadenó durante muchos días, hechizos y espadas chocaron, hasta que el vencedor definitivo fue muy claro... Chakan. Al haber vencido a la Muerte, le fue concedida su "recompensa":

Eres un espadachín habilidoso, así que no renegare sobre nuestra apuesta. Te concedo el beso de la vida eterna, pero, por tu arrogancia y orgullo mitigare mi ofrenda con esta maldición. Serás un mero cascarón de ti mismo así como te despojó de la mayoría de tus poderes. Cada anochecer, maldades te serán mostradas, y el dolor de sus víctimas será también tu dolor. Nunca conocerás el descanso mientras recorres este mundo buscando matar a los horrores que asechan tu mundo de sueños. Sufrirás heridas severas, pero no morirás, y mientras la eternidad se desenvuelve, anhelaras mi toque. Tu rostro asumirá mi semblante, y tus ojos quemaran con el fuego infernal. Pero... que no se diga que soy inmisericorde. Habrá un fin a tu maldición. Si son exterminadas todas las bestias de la oscuridad, entonces podrás encontrar descanso.

Chakan vivirá por siempre hasta que destruya a las cuatro maldades sobrenaturales del plano terrestre (Spider-Queen (Reina-Araña), Mantis, Elkenrod y Dragonfly King (Rey Libélula)) y del plano elemental (Parasite (Parásito), Tundra Beast (Bestia Tundra), the Last Dragon (el Último Dragón) y the Leader of the Dragonfly Clan (el Líder del Clan Libélula)).
Después de que hubo cazado a las maldades primigenias de la Tierra, Chakan se muestra apuñalándose a sí mismo con su espada anticipando su muerte prometida. Sin embargo, la Muerte replica: "Déjame mostrarte la totalidad de tu maldición Chakan: mira las incontables estrellas de arriba, cada una rodeada de mundos como el tuyo, mundos abultados con maldad sobrenatural. Son tantos, y tan lejanos, y tu estas atascado en esta mota de polvo, esperando alcanzarlos, esperando... para siempre". Entonces Chakan es dejado tratando de descubrir los medios para llegar a otros mundos del universo, con su maldición sin levantar. Un "vivo" ejemplo de lo mal aconsejado que es hacer un trato con la Muerte. Después de que termina la secuencia de créditos de cierre, se le permite al jugador un solo intento de enfrentarse a la Muerte como un jefe enemigo extremadamente difícil (consistiendo en una criatura de aspecto similar al estilo de H. R. Giger sobre un trono cargado por lo que parecen ser varios dwarfs). Si el jugador fallara, Chakan declara "rest will come another day" ("el descanso llegara otro día") y el videojuego regresa directamente a la pantalla de título principal. Si el jugador triunfa en su cometido, recibe el "final verdadero", que consiste en la imagen de fondo del reloj de arena utilizado durante las escenas de exposición del argumento, pero sin texto alguno. Después de una espera de quince minutos, aparece una sola línea de texto diciendo "Not the end" ("No es el fin") y entonces la pantalla se desvanece, regresando a la pantalla de inicio principal.

## Recepción
El videojuego es ampliamente reconocido por su gran nivel de dificultad inusualmente elevado, pero aun así mantiene un reducido aunque dedicado fandom.

## Videojuegos relacionados
Un videojuego con el mismo nombre fue publicado por Sega pero para la plataforma Sega Game Gear. Presentando una jugabilidad muy similar, pero con una disposición de niveles diferente y otros cambios para acomodar las limitaciones de este hardware menos potente. En la pantalla principal una voz sintetizada pronuncia "Chakan: The Forever Man", una característica que la versión original de Mega Drive no tenía.
Se planeó una secuela y fue desarrollada hasta cierto punto por AndNow, el estudio de Ed Annunziata, pero no se ha publicado nueva información sobre el proyecto desde el año 2001. El videojuego estaba planeado para que fuese publicado en tantas plataformas como fueran posibles, de las que en esa época estaban disponibles, de acuerdo a declaraciones del propio Ed Annunziata durante una entrevista con SegaFans durante mayo del año 2001.
Mucho del trabajo planificado para la secuela de Chakan fue más tarde absorbido en el desarrollo del videojuego Blood Omen 2: Legacy of Kain del año 2002, como fue descubierto por fans de aquella saga.

## Otras adaptaciones
Chakan todavía existe como cómics que se continúan publicando, los cuales no incluyen de manera canónica los eventos del videojuego. Además existe una película fan de imagen real también titulada Chakan: The Forever Man, que aunque presenta otra continuidad diferente de tanto los videojuegos como los cómics, incorpora eventos de ambas fuentes.